# Narodowa Zjednoczona Partia Afganistanu
Narodowa Zjednoczona Partia Afganistanu (dari: حزب متحد ملی افغانستان, Hezb-e Muttahed-e Melli-je Afghanestan) – afgańska partia o charakterze narodowo-lewicowym. Jest częścią Narodowej Koalicji Afganistanu prowadzonej przez Abdullaha Abdullaha.

## Historia
Partia została założona w sierpniu 2003 roku przez Nur ul-Hak Ulumiego; do partii początkowo należeli naukowcy, ważni afgańscy politycy oraz byli członkowie Partii Ojczyzny, następczyni Ludowo-Demokratycznej Partii Afganistanu. Partia miała pozytywną opinię na temat prezydenta Afganistanu w latach 1987–1992 Mohammada Nadżibullaha i, przez co proces oficjalnej rejestracji partii był utrudniany przez afgańskie Ministerstwo Sprawiedliwości; chociaż afgańskie partie zazwyczaj były rejestrowane w ciągu 3 miesięcy, Narodowa Zjednoczona Partia Afganistanu została oficjalnie zarejestrowana dopiero po 14 miesiącach, czyli w październiku 2004.
Pierwsze partyjne spotkanie miało miejsce dnia 11 października 2003 w szwedzkim mieście Göteborg. Na spotkaniu zjawili się również członkowie rozwiązanej w 1992 roku Partii Ojczyzny.
Drugie spotkanie miało miejsce dnia 14 marca 2004 w holenderskim mieście Arnhem; miała wtedy też miejsce konferencja, na której wybrano Jasina Bidara na przewodniczącego partii na terenie Europy.
W 2005 roku założyciel i ówczesny lider partii Nur ul-Hak Ulumi został wybrany do afgańskiego parlamentu, uzyskując 13 035 na 178 269 głosów oddanych w wyborach. Był to drugi najwyższy wynik w tych wyborach; największą liczbę głosów uzyskał Kajum Karzaj, starszy brat ówczesnego prezydenta Afganistanu Hamida Karzaja; uzyskał 14 243 głosy.
W 2010 roku Ulumi, w związku z oskarżeniami o fałszerstwa wyborcze, utracił mandat deputowanego, uzyskując w wyborach mniej niż 3000 głosów. W wyborach prezydenckich w 2014 roku Ulumi poparł Abdullaha Abdullaha na stanowisko prezydenta Afganistanu. Mimo że Abdullah przegrał z Aszrafem Ghanim, obaj politycy zgodzili się na wspólną władzę; 29 września 2014 roku Abdullah został premierem, a Ghani prezydentem Afganistanu. Ulumi został przez Abdullaha nominowany na stanowisko ministra spraw wewnętrznych; od 27 stycznia 2015 do 24 lutego 2016 Ulumi pełnił tę funkcję. Ze względu na zakaz posiadania przez afgańskich polityków podwójnego obywatelstwa, Ulumi, by być ministrem, zrzekł się wcześniej holenderskiego obywatelstwa.
Aktualnie przewodniczącym partii jest Bahadur Ajubi.

## Program i poglądy partii
Polityka Narodowej Zjednoczonej Partii Afganistanu opiera się głównie na:
- nacjonalizmie – zachowanie i ochrona jedności, integralności i suwerenności narodowej Afganistanu[4][11],
- demokracji – prawo narodów i grup etnicznych do uczestniczenia w sprawach państwa poprzez głosowanie w wyborach oraz rozwiązywanie problemów w demokratyczny sposób[4][11],
- sprawiedliwości społecznej – większa rola rządu w gospodarkę kraju poprzez ustanowienie polityki finansowej i monetarnej w celu zapewnienia odpowiednich możliwości efektywnej działalności każdego sektora gospodarki, po odbudowie partia postuluje przejście na gospodarkę wolnorynkową[4], walka ze wszelką dyskryminacją na tle etnicznym, religijnym i seksualnym[11],
- równości płci – równe prawa mężczyzn i kobiet we wszystkich dziedzinach, wspieranie udziału kobiet w odbudowie i rozwoju Afganistanu[4],

Partia popiera również walkę z terroryzmem i islamskim fundamentalizmem religijnym oraz ekstremizmem ze strony Al-Ka’idy i Talibów, i uznała, że zamach na World Trade Center uświadomił ludziom na całym świecie skalę kryzysu w Afganistanie; uzyskała uznanie u państw zachodnich, które tę partię finansowały.
W kwestii religii partia popiera poszanowanie islamu jako dominującej religii w Afganistanie oraz ma neutralne stanowisko wobec wyznawców innych wiar

### Postulaty społeczne[11]
- pomoc w opiece nad niepełnosprawnymi,
- rozwój ubezpieczeń oraz świadczeń społecznych i zdrowotnych,
- umożliwienie Afgańczykom posiadania podwójnego obywatelstwa,
- walka o równość płci; zapewnienie kobietom praw do równego udziału w społeczeństwie,
- walka z uprawą, produkcją, przemytem, handlem i używaniem narkotyków,
- wspieranie afgańskich uchodźców za granicą do powrotu do kraju,
- wspieranie kształcenia teologów,
- wspieranie tworzenia organizacji społecznych i zawodowych,
- zapewnienie osieroconym dzieciom i młodzieży humanitarnych warunków życia i edukacji.

### Postulaty gospodarcze[11]
- dokonywanie inwestycji krajowych i przyciaganie zagranicznych inwestorów, w tym spółek joint venture,
- interwencja rządu w gospodarkę; regulowanie przez rząd ekonomicznego wykorzystywania rezerwatów, lasów, wód podziemnych i kopalni,
- poprawa poziomu życia ludności poprzez zapewnienie optymalnego tempa wzrostu gospodarczego,
- pozyskiwanie pomocy finansowej i gospodarczej od społeczności międzynarodowej na odbudowę infrastruktury,
- rewitalizacja sieci wodociągowych i elektrycznych, systemów komunikacji publicznej i środku rekreacji, walka z zanieczyszczeniem środowiska, zaopatrywanie miast w zdrową żywność i przystępną cenowo żywność,
- rozbudowa obiektów przemysłowych i wykorzystanie postępu naukowo-technicznego w celu zmniejszenia bezrobocia,
- stworzenie nowoczesnego i niezawodnego systemu bankowego, utworzenie międzynarodowego banku pomocy,
- wspieranie krajowych przedsiębiorców.

### Postulaty kulturowe[11]
- głoszenie pacyfizmu i braterstwa wśród mieszkańców Afganistanu,
- ochrona zabytków i dążenie o zwrot zrabowanych dzieł będącymi częścią kultury Afganistanu,
- wspieranie rozwoju kultur i języków grup etnicznych Afganistanu oraz zapewnienie podstawowej edukacji ich języków ojczystych,
- walka z analfabetyzmem poprzez budowę i renowację szkół w całym kraju,
- wspieranie twórczości afgańskich artystów w kraju i za granicą,
- współpraca z organizacjami międzynarodowymi,
- zapewnienie wolności pracy.

### Postulaty partii dotyczące polityki na arenie międzynarodowej[11]
- odbudowa dobrej reputacji na arenie międzynarodowej oraz polepszenie stosunków dyplomatycznych, by Afganistan nie był uważany za źródło napięcia i za zagrożenie; niereagowanie przez Afganistan na prowokacje mogące doprowadzić do destabilizacji kraju,
- próba zakończenia długiej izolacji gospodarczej i politycznej Afganistanu poprzez udział w regionalnych i międzynarodowych organizacjach,
- publiczne potępianie łamania praw człowieka, ludobójstw i czystek etnicznych,
- uzyskanie międzynarodowych gwarancji w celu zapobiegnięcia gróźb używania i testowania broni jądrowej ze strony Pakistanu i Chin jako państw posiadających broń jądrową i graniczych z Afganistanem,
- wspieranie organizacji międzynarodowych działających na rzecz ochrony środowiska,
- wspieranie wycofywania broni masowego rażenia (np. atomowej, biologicznej i chemicznej).

## Odbiór społeczny
Część członków i sympatyków Ludowo-Demokratycznej Partii Afganistanu i jej następczyni Hezb-e Watan mieszkających w Europie, przyjęła z zadowoleniem utworzenie Narodowej Zjednoczonej Partii Afganistanu, jednak część zwolenników Hezb-e Watan krytykowała nową partię. Jej zwolennicy uważali, że partia jest w stanie wprowadzić i utrzymać w Afganistanie demokrację.

## Mandaty doIzby Ludowej
| Wybory | Mandaty | +/− |
| ------ | ------- | --- |
| 2005   | 8/249   | –   |
| 2010   | 1/249   | 7   |
| 2018   | 0/249   | 1   |